# 蘭開斯特公國
蘭卡斯特公國（英語：Duchy of Lancaster）是蘭卡斯特公爵的領地及產業，現在由獨立的信託機構運作以爲英國君主提供收入，且不受英國皇家財產局的管轄。其下地產達18,433公頃（45,550英畝），主要分佈于威爾士和英格蘭各郡，如柴郡、斯塔福德郡、德比郡、林肯郡、約克郡、蘭卡斯特郡和倫敦。它是英國現存的兩個公國之一，另一個是為康沃爾公爵提供收入的康沃爾公國。

## 歷史
該公國的領地最早屬於第一代蘭開斯特伯爵駝背者愛德蒙，經過一系列兼併，于1351年形成第一代蘭開斯特公爵葛洛斯蒙的亨利的蘭開斯特公國，但因其沒有男性繼承人，所以1362年重新封亨利的女婿、冈特的约翰為第一代蘭開斯特公爵。
1399年因約翰之子、第二代蘭卡斯特公爵博林布魯克的亨利登基而成爲英王頭銜之一，蘭卡斯特公爵爵位與王位合併，英國君主在傳統上會在自己的名號上加「蘭卡斯特公爵」。

## 財政
截至2017年3月31日，該公國的淨資產達5.18億英鎊。公國本不必交稅，但自1993年以來英國君主便開始主動繳付所得稅和資本利得税。

## 外部連結
- 官方网站
- The Privy Purse and the Duchy of Lancaster